# Постійні представництва нерезидентів в Україні
Пості́йні представни́цтва нерезиде́нтів в Украї́ні — розташовані в Україні представництва іноземних компаній і фірм, міжнародних організацій та їхніх філій, що не мають дипломатичного імунітету та дипломатичних або прирівняних до них привілеїв, наданих міжнародним договором або законом, створені в будь-якій організаційній формі та не мають статусу юридичної особи, через які повністю або частково проводиться підприємницька діяльність нерезидента, а також фізичні особи, які представляють в Україні інтереси нерезидента і перебувають з ним у цивільно-правових відносинах, і українські юридичні особи, що представляють нерезидентів в Україні. Нерезиденти здійснюють підприємницьку діяльність на території України через постійні представництва. Реєстрація постійних представництв як платників податку здійснюється в порядку, встановленому центральним податковим органом.